# Earned Value Analysis
Die Earned Value Analysis (auch als Earned-Value-Analyse, Leistungswertanalyse, Fertigstellungswertmethode oder Arbeitswertanalyse bezeichnet) ist ein Werkzeug des Projektcontrollings. Sie dient zur Fortschrittsbewertung von Projekten. Dabei wird die aktuelle Termin- und Kostensituation durch Kennzahlen beschrieben. Die Schlüsselwerte sind dabei Planwert (engl. planned value), Istkosten (actual costs) und Fertigstellungswert (earned value). Durch die Verfolgung der Kennzahlen ist eine Trendanalyse möglich.
Der Fertigstellungswert ist die zentrale Kennzahl in diesem Modell zur Kontrolle des Projektfortschritts und den damit verbundenen Kosten.

## Begriffe
Nach DIN 69901 ist Fertigstellungswert der korrekte deutsche Begriff für den englischen Fachterm "Earned Value", umgangssprachlich wird auch von Leistungswert oder Arbeitswert gesprochen.

## Überblick
Die Earned Value Analyse beschreibt ein Messverfahren, mit dem man den tatsächlich erzielten Fortschritt in Relation zum geplanten Ziel ermitteln und bewerten kann. Der Fertigstellungswert (EV) ist ein Maß für die geleistete Arbeit und beantwortet die Frage: "Was hat der Kunde bekommen und was hat er dafür bezahlt?"
Die Akronyme zur Bezeichnung der Variablen sind aus dem englischen Sprachgebrauch weitgehend etabliert, so dass auf eine Übersetzung ins Deutsche verzichtet wird.
Für die Verwendung von Fertigstellungswert als Kontrollmittel in Projekten sind die folgenden Schritte notwendig:

## Vorgehensweise zur Ermittlung des Fertigstellungswertes (EV)

### Ermittlung des Projektstrukturplans

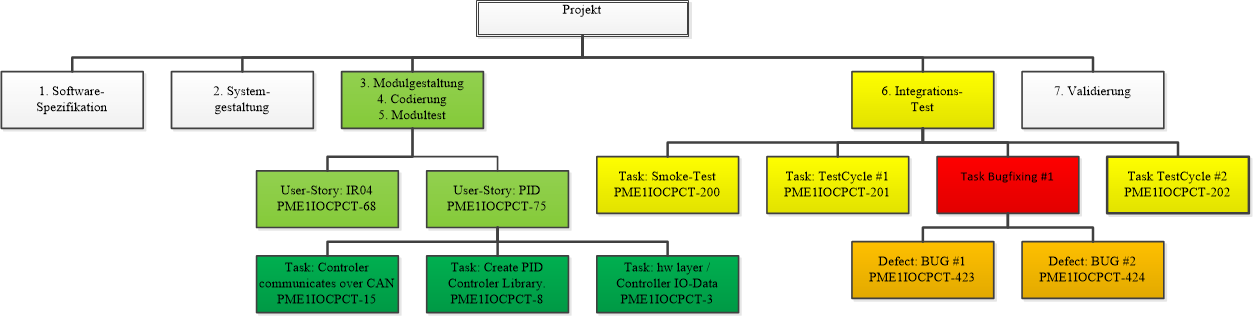
Projektstrukturplan

Um die Aufgaben eines Projektes zu bestimmen, wird die Gesamtaufgabe in immer kleinere Teilpakete aufgeschlüsselt und in einem hierarchischen Baum, dem Projektstrukturplan (PSP) dargestellt. Die Teilziele mit dem höchsten Detaillierungsgrad sind die sogenannten Arbeitspakete. 

### Kostenkalkulation
Die Kalkulation der Kosten, die das Gesamtprojekt umfassen, werden auf Basis des PSP errechnet. Dabei wird der Plan für die zeitliche Aufeinanderfolge der Implementierungen der zugrunde liegenden Arbeitspakete erstellt, der sogenannte Netzplan. Anschließend werden die Zeiten geschätzt, die für die Realisierung der Arbeitspakete notwendig sind. Schließlich werden die Ressourcen (Aufwände in Personentagen, Materialien etc.) ermittelt, mit denen die Umsetzung erfolgt. In dieser Kostenkalkulation ist zu berücksichtigen, dass Mitarbeiter mit unterschiedlichen Fähigkeiten zur Verfügung stehen oder dass dem Projekt Rahmenbedingungen auferlegt wurden: Ende des Projektes in einer festgesetzten Zeit, Anzahl der zur Verfügung stehenden Personen begrenzt, Budget limitiert o. ä.

### Referenzierung des tatsächlichen Fortschritts gegen den Basisplan
Diese ursprüngliche Basiskalkulation (Kostenbasisplan) dient während der Umsetzung des Projektes als Referenz, gegen die der tatsächliche Projektfortschritt (also die erreichten Teilergebnisse des Projektes) gemessen wird. Dieser bestimmt sich aus der dafür benötigten Zeit und den dafür benötigten Kosten.
Der effiziente Einsatz der Earned Value Analyse erfordert eine Softwareunterstützung, wie sie gängige Projektmanagement-Programme bieten. Die Kennzahlen werden entsprechend den oben genannten Schritten aus Plan- und Ist-Werten automatisch ermittelt.

## Definitionen

### Plankosten (PC)
Die Plankosten (PC, planned cost) werden zu Beginn des Projektes in den Arbeitspaketen definiert und über die Projektdauer verteilt. Somit ergibt sich zu jedem Zeitpunkt im Projekt ein geplantes Budget, das bis dahin verbraucht sein darf. Werden diese Kosten überschritten, läuft das Projekt Gefahr, dass das Gesamtbudget zum Ende des Projektes überschritten wird.
Beispiel:
- Ein Maler soll in 5 Stunden eine Wand streichen.
- Der Gesamtwert des Gewerks setzt sich zusammen aus €100 für Arbeitslohn und €100 für Farbe.
- Es ist geplant, dass der Maler nach 3 Stunden (3/5 der Gesamtzeit) 3/5 des Gesamtbudgets (3/5 des Arbeitslohns und 3/5 der Materialkosten) verbraucht hat (linearer Fortschritt angenommen):
- PC = 3/5 * (€100 + €100) = €120

Eine andere Bezeichnung in der Earned-Value-Methodik ist Budgeted Cost of Work Scheduled (BCWS) oder Planned Value (PV). Die deutsche Bezeichnung ist Soll-Kosten der berechneten Arbeit (SKBA).

### Istkosten (AC)
Die Istkosten (actual cost) werden über die Variable AC erfasst. Alle bis zu einem Zeitpunkt angefallenen Lohnkosten (Stundenverbrauch) und Kosten für das Material werden summiert.
Beispiel:
- Der Maler hat bereits 2 Stunden gearbeitet und dabei einen Auszubildenden hinzugenommen (€5/h). Die Farbe war 30 % teurer als erwartet.
- Damit ergeben sich die Istkosten nach 2 Stunden zu:
- Arbeitslohn = 2*€20 (2 Stunden Maler) + 2*€5 (2 Stunden Lehrling) = €50
- Materialkosten = 2/5 * (130 % * €100) (Kosten für Farbe) = €52
- AC = Arbeitslohn + Materialkosten = €50 + €52 = €102

Eine andere Bezeichnung in der Earned-Value-Methodik ist Actual Cost of Work Performed (ACWP). Die deutsche Bezeichnung ist Istkosten bereits abgeschlossener Arbeit (IKAA).

### Fertigstellungswert (EV)
Der Fertigstellungswert (EV, earned value) ergibt sich während der Projektarbeit. Er errechnet sich in monetärem Wert oder anderen vereinbarten Metriken. Er ist der Betrag für die bisher erbrachten Leistungen, der unter Annahme der geplanten Ressourcenkosten angefallen wäre. D.h. der EV stellt den dem Arbeitsfortschritt / Fertigstellungsgrad entsprechenden Gesamtwert des Gewerks dar. Der EV gibt den tatsächlichen Wert der geleisteten Arbeit an. Diese Kennzahl lässt sich, geht man von einem linearen geplanten Fortschritt aus, aus dem Projektbudget (PB) und dem Arbeitsfortschritt der Aktivität berechnen:
| Fertigstellungswert (EV) = Projektbudget * prozentualer Arbeitsfortschritt |

Beispiel:
- Eine Wand soll gestrichen werden. Der dafür beauftragte Maler verlangt €20 die Stunde. Er schätzt, dass er für die Arbeit 5 Stunden benötigt, das heißt, die Wand wird für €100 Arbeitslohn gestrichen werden. Die Farbe kostet €100. Der Gesamtwert (geplant) des Gewerks beträgt somit €200.
- Nach zwei Stunden sind bereits 3/5 der Wand gestrichen. Der EV bei t = 2 h beträgt demnach:
- EV = €200 * 3/5 = €120

Die deutsche Bezeichnung für den EV ist Soll-Kosten bereits abgeschlossener Arbeit (SKAA). Eine andere Bezeichnung in der Earned-Value-Methodik ist Budgeted Cost of Work Performed (BCWP).

### Planabweichung (SV)
Im realen Projekt ist die absolute Planerfüllung allerdings sehr selten gegeben. Entweder man übererfüllt die geplanten Ziele oder (in den meisten Fällen) man "hängt dem Plan hinterher". Dabei tritt eine Abweichung vom geplanten Ziel auf, die als Planabweichung (SV, schedule variance) bezeichnet wird. Eine negative Schedule Variance (SV) deutet darauf hin, dass der Zeitplan (schedule) für das Gesamtprojekt nicht eingehalten werden kann. Es geht bei der SV also nicht in erster Linie um einen Kostenunterschied, sondern um den Zeitverzug.
| Planabweichung (SV) = Fertigstellungswert (EV) – Plankosten (PC) |

Zur Erinnerung: Der EV entspricht dem Wert des Gewerks entsprechend dem erzielten Fortschrittsgrad.
Beispiel:
- Der Maler hat langsam gearbeitet und nach 3 Stunden nur 1/5 der Wand gestrichen. Damit ergibt sich eine Planabweichung (SV) von:
- EV = (1/5 €200) = €40 ... erreichter Wert des Gewerks nach drei Stunden
- PC = (3/5 €200) = €120 ... geplanter Wert des Gewerks nach drei Stunden
- SV = €40 - €120 = - €80 ... negativer Wert → Zeitverzug

### Kostenabweichung (CV)
Die Kostenabweichung (CV, cost variance) wird gemessen an den tatsächlichen Istkosten des Projektes.
| Kostenabweichung (CV) = Fertigstellungswert (EV) – Istkosten (AC) |

Beispiel:
- Der Maler hat drei Stunden gearbeitet und dabei drei Auszubildende hinzugenommen (5 €/h). Die Wand ist nur zu 1/5 gestrichen. Die Farbe war 30 % teurer als erwartet, d. h. die Gesamtkosten für das Material für das Gewerk belaufen sich auf €130. Die Istkosten (AC) errechnen sich damit zu:
- AC = 3*€20 (3 Stunden Maler) + 3*3*€5 (3 Auszubildende à 3 Stunden) + 1/5 (130 % * €100) (Kosten für die Farbe) = €131
- Der EV für 1/5 Fertigstellungsgrad beträgt:
 EV = 1/5 (€100 geplanter Arbeitslohn + €100 geplante Kosten für Farbe) = €40
- Damit ergibt sich nach drei Stunden eine negative Abweichung vom Kostenplan (CV) von:
CV = EV - AC = (- €91)
- Wie im Diagramm ersichtlich, gibt es einen Kostenaufwuchs (rote Kurve) aufgrund der gestiegenen Lohnkosten (jede Arbeitsstunde kostet jetzt €35 statt der geplanten €20) und Materialkosten (die Farbe ist 30 % teurer als geplant).
- Zudem ist der EV (grüne Kurve), der Fertigstellungsgrad, nach drei Stunden kleiner (1/5) als geplant (3/5). Dieser relativ kleine Aufwuchs führt bei Fortschreibung bis zum Ende des Projektes (lineare Verlängerung der roten Kurve) zu erheblichen Mehrkosten, insbesondere da die Arbeit nicht wie geplant nach fünf Stunden erledigt sein wird, sondern erst nach 3 * 5 = 15 Stunden.

### Zeiteffizienz (SPI)
Mit der Zeiteffizienz (SPI, schedule performance index) definiert sich ein Maß, wie weit ein Projekt sich zeitlich gesehen aus dem Plansoll befindet. Ein Wert größer 1 deutet an, dass der Projektverlauf schneller vonstattengeht, als ursprünglich geplant. Umgekehrt ergibt ein Wert kleiner 1 einen Projektverzug. Dabei wird das Verhältnis aus EV und PC gebildet:
| Zeiteffizienz (SPI) = Fertigstellungswert (EV) / Plankosten (PC) |

Beispiel:
- Im ursprünglichen Plan des Malers war vorgesehen, dass nach 2/5 der Zeit die PC 80 € betragen. Der Maler hat allerdings nur 1/5 der Fläche gestrichen, so dass sich folgender SPI ergibt:
- EV = 1/5 * 200 € = 40 €
- PC = 2/5 * 200 € = 80 €
- SPI = 40 € / 80 € = 0,5
- Der SPI von 0,5 bedeutet am Ende eine Verlängerung des Projektes um 100 %. Es wird also voraussichtlich die doppelte Zeit benötigt. Die Gründe für diese Abweichung können vielfältig sein und reichen von schlechter Planung bis zu mangelnder Personalqualifizierung. Man nimmt hierbei an, dass sich die Plan-Untererfüllung linear in die Zukunft fortschreitet und der Maler nicht etwa ab jetzt wie geplant schnell oder sogar schneller arbeitet. Dies würde sich in einem verbesserten SPI zum nächsten Berichtszeitpunkt widerspiegeln.

### Arbeitsfortschritt
Der Arbeitsfortschritt in Prozent dient als Grundlage zur Berechnung des EV. Er gibt den Grad der Erfüllung eines Vorgangs bezogen auf die Basiseinheit (meist Stunden oder Geld) an.
Da die Ermittlung eines genauen Wertes sehr aufwändig werden kann, wird meist nur mit festgelegten Stufen gearbeitet (z. B.: 0 % - 25 % - 50 % - 75 % - 100 % oder 0 % - 50 % - 100 %). Bei zu wenig Stufen für einen Vorgang von langer Dauer besteht die Gefahr, dass Berichte und Analysen in dieser Phase verfälscht werden.
Der Arbeitsfortschritt ist keine Kennzahl der EVA.

### Kosteneffizienz (CPI)
Die Kosteneffizienz (CPI, cost performance index) misst den Wert der geleisteten Arbeit gegen die Istkosten. Ein Wert größer als 1 deutet auf eine Kostenersparnis im Projekt hin, auf der anderen Seite weist ein Wert kleiner als 1 darauf, dass sich das Projekt teurer entwickelt als geplant. Dabei wird das Verhältnis aus EV und AC gebildet:
| Kosteneffizienz (CPI) = Fertigstellungswert (EV) / Istkosten (AC) |

Beispiel:
- Nach zwei Stunden hat der Maler 1/5 der Fläche fertig und hat 2/5 der Farbe verbraucht.
- EV = 1/5 * 200 € = 40 €
- AC = 2 h * 20 €/h (Arbeitslohn) + 2/5 * 100 € (Farbe) = 40 € + 40 € = 80 €
- CPI = 40 € / 80 € = 0,5
- Das heißt, die tatsächlichen Kosten für die Fertigstellung von 1/5 des Gewerkes sind doppelt so hoch wie geplant. Schreibt man das linear fort, bedeutet das eine Verteuerung des Gesamtprojektes um 100 %. Hierbei wird davon ausgegangen, dass der Maler auch für die restliche Arbeit doppelte Kosten benötigt.